# BREEAM

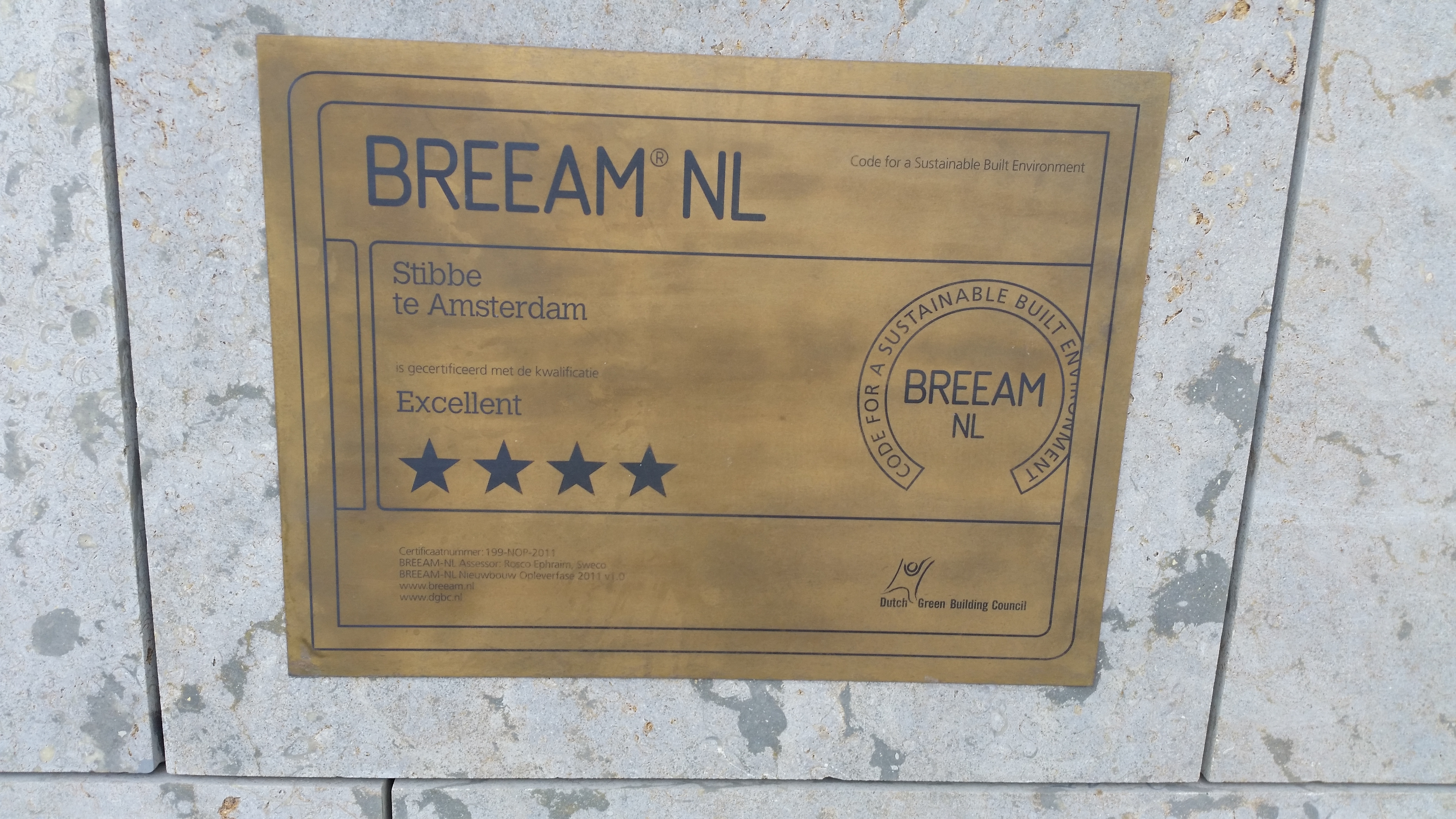
Сертифікат BREEAM

BREEAM (англ. Building Research Establishment Environmental Assessment Method — Метод оцінки екологічної ефективності будівель) — провідний і найбільш широко вживаний метод оцінки екологічної ефективності будівель, розроблений в 1990 році британською компанією BRE Global (Building Research Establishment). У рамках цього методу розроблений стандарт екоефективного проектування, який є визнаною основою для опису екологічних характеристик будівель.
Станом на 2020 рік за стандартом BREEAM сертифіковано понад 590 000 об'єктів у 83 країнах світу. До стандартів BREEAM належать декілька національних стандартів: BREEAM UK (Велика Британія), BREEAM NL (Нідерланди), BREEAM ES (Іспанія), BREEAM NOR (Норвегія), BREEAM SE (Швеція), BREEAM USA (США) і BREEAM DE (Німеччина), а також міжнародний стандарт, BREEAM International для країн, де відсутні національні стандарти.
BREEAM є добровільним стандартом, в той час як його національні версії поступово стають обов'язковими в державах, де відсутні національні системи сертифікації. Особливістю системи є методика присудження балів за декількома пунктами, що стосуються аспектів безпеки життєдіяльності, впливу на навколишнє середовище і комфорту.
Бали множаться на вагові коефіцієнти, що відображають актуальність на місці забудови, потім сумуються. Така методика дозволяє використовувати систему BREEAM в різних регіонах. Наприклад, в Україні найбільшу вагу має забруднення навколишнього середовища, у Польщі — ресурсозбереження, а ОАЕ — ефективне використання водних ресурсів. Загальна оцінка полягає в присудження рейтингу за п'ятибальною шкалою.
Станом на 2020 рік лише 4 будівлі в Україні отримали сертифікати BREEAM: торговий центр Форум Львів у Львові, дві офісних будівлі у Києві BC Grand і Astarta, а також житловий комплекс «Diadans» компанії ENSO, який є першим в Україні житловим будинком, що отримав цей сертифікат.